# Épégard
Épégard est une commune française située dans le département de l'Eure en région Normandie.

## Géographie

### Localisation
|                          | Le Bosc du Theil (comm. dél. de Saint-Nicolas-du-Bosc) | Le Troncq |
| Sainte-Opportune-du-Bosc | Épégard                                                | Iville    |
| Sainte-Opportune-du-Bosc | Vitot                                                  |           |

### Hydrographie
La commune est située dans le bassin Seine-Normandie. Elle n'est drainée par aucun cours d'eau,.

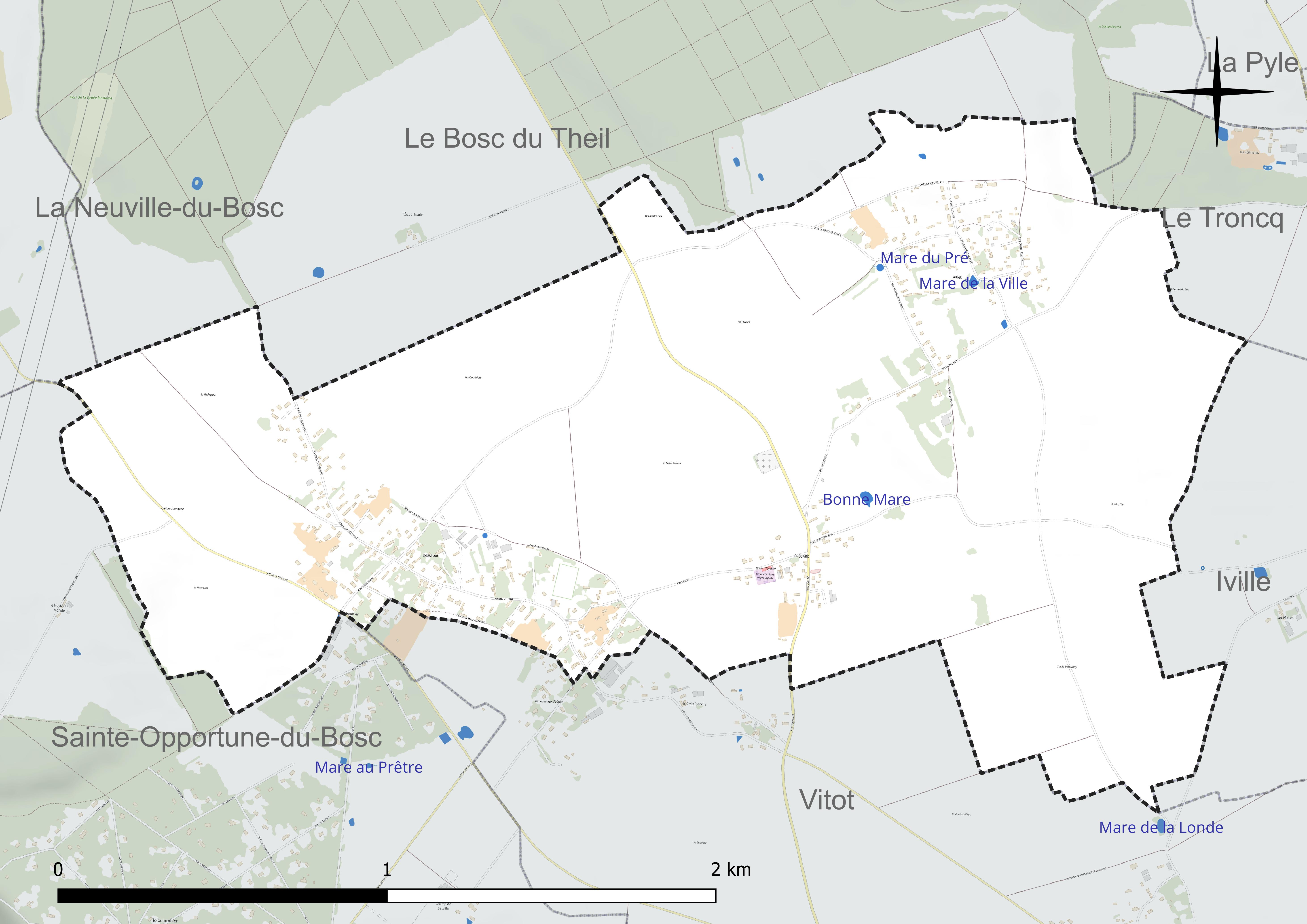
Réseau hydrographique d'Épégard.

Trois plans d'eau complètent le réseau hydrographique : Bonne Mare (0,1 ha), la mare de la Ville (0,1 ha) et la mare du Pré (0 ha),.

### Climat
Pour des articles plus généraux, voir Climat de la Normandie et Climat de l'Eure.
En 2010, le climat de la commune est de type climat océanique dégradé des plaines du Centre et du Nord, selon une étude du CNRS s'appuyant sur une série de données couvrant la période 1971-2000. En 2020, Météo-France publie une typologie des climats de la France métropolitaine dans laquelle la commune est exposée à un climat océanique et est dans la région climatique  Côtes de la Manche orientale, caractérisée par un faible ensoleillement (1 550 h/an) ; forte humidité de l’air (plus de 20 h/jour avec humidité relative > 80 % en hiver), vents forts fréquents. Parallèlement le GIEC normand, un groupe régional d’experts sur le climat, différencie quant à lui, dans une étude de 2020, trois grands types de climats pour la région Normandie, nuancés à une échelle plus fine par les facteurs géographiques locaux. La commune est, selon ce zonage, exposée à un « climat contrasté des collines », correspondant au Pays d’Auge, Lieuvin et Roumois, moins directement soumis aux flux océaniques et connaissant toutefois des précipitations assez marquées en raison des reliefs collinaires qui favorisent leur formation.
Pour la période 1971-2000, la température annuelle moyenne est de 10,3 °C, avec  une amplitude thermique annuelle de 13,9 °C. Le cumul annuel moyen de précipitations est de 751 mm, avec 11,8 jours de précipitations en janvier et 8,2 jours en juillet. Pour la période 1991-2020, la température moyenne annuelle observée sur la station météorologique la plus proche, située sur la commune de Brionne à 12 km à vol d'oiseau, est de 11,5 °C et le cumul annuel moyen de précipitations est de 791,7 mm,. Pour l'avenir, les paramètres climatiques de la commune estimés pour 2050 selon différents scénarios d’émission de gaz à effet de serre sont consultables sur un site dédié publié par Météo-France en novembre 2022.

## Urbanisme

### Typologie
Au 1er janvier 2024, Épégard est catégorisée commune rurale à habitat dispersé, selon la nouvelle grille communale de densité à 7 niveaux définie par l'Insee en 2022.
Elle est située hors unité urbaine. Par ailleurs la commune fait partie de l'aire d'attraction du Neubourg, dont elle est une commune de la couronne,. Cette aire, qui regroupe 13 communes, est catégorisée dans les aires de moins de 50 000 habitants,.

### Occupation des sols
L'occupation des sols de la commune, telle qu'elle ressort de la base de données européenne d’occupation biophysique des sols Corine Land Cover (CLC), est marquée par l'importance des territoires agricoles (93,2 % en 2018), une proportion identique à celle de 1990 (93,2 %). La répartition détaillée en 2018 est la suivante : 
terres arables (82,4 %), zones agricoles hétérogènes (10,7 %), zones urbanisées (6,8 %), forêts (0,1 %). L'évolution de l’occupation des sols de la commune et de ses infrastructures peut être observée sur les différentes représentations cartographiques du territoire : la carte de Cassini (XVIIIe siècle), la carte d'état-major (1820-1866) et les cartes ou photos aériennes de l'IGN pour la période actuelle (1950 à aujourd'hui).

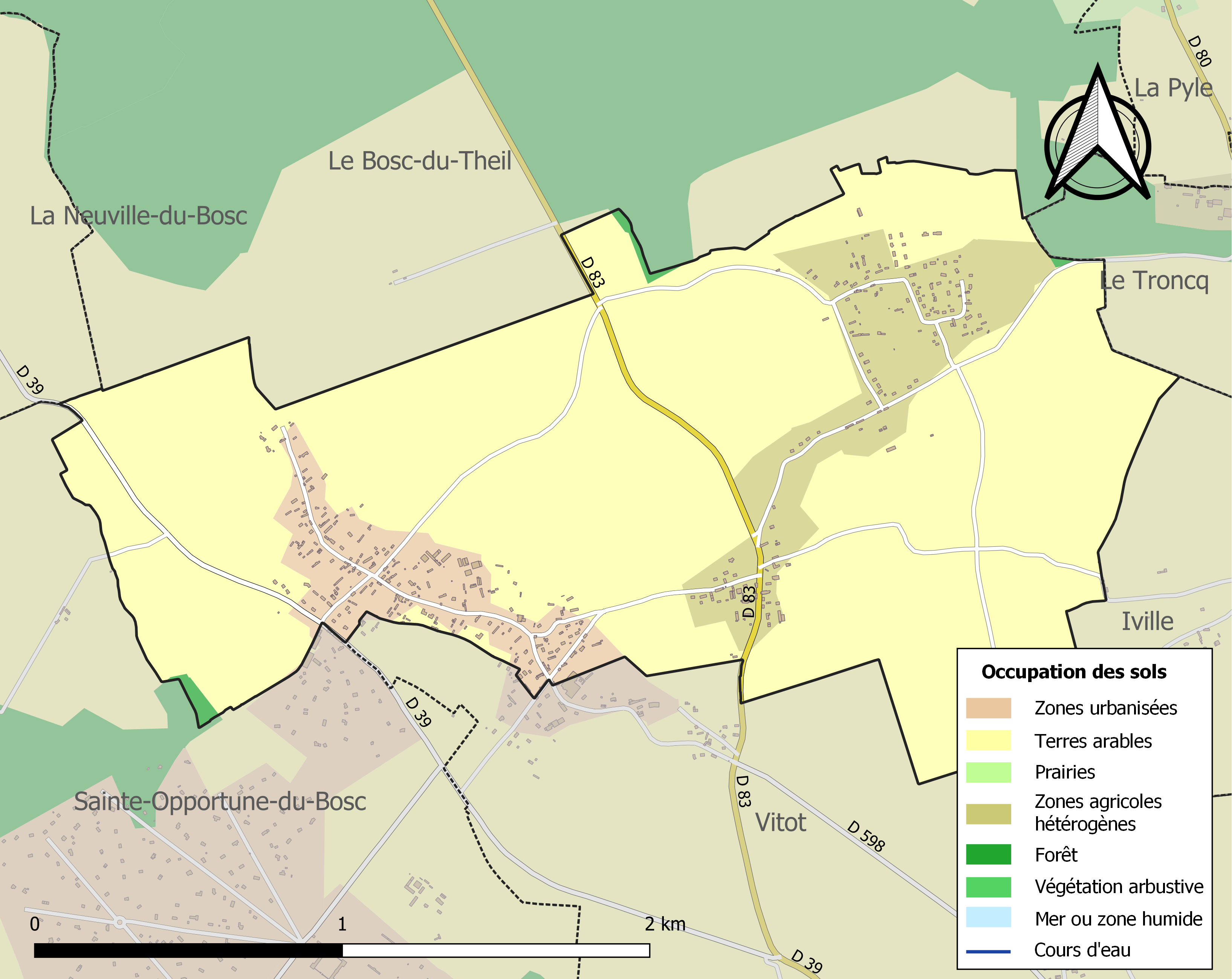
Carte des infrastructures et de l'occupation des sols de la commune en 2018 (CLC).

## Toponymie
Le nom de la localité est attesté sous les formes Auppegardus en 1181 (bulle de Luce III) et Alpegard en 1199 (bulle d’Innocent III), Auspergard en 1200 (La Roque), Espeingarth en 1307, Espegard en 1375 (comptes du collége de Dormans-Beauvais), Saint-Richier de Aupegart en 1411, Espegart en 1464, Espegard en 1526 (aveux de l’abbé de la Croix-Saint-Leufroi), Epeugard en 1678, Espeugard en 1680 (acte notarié), Épougarg en 1781.
Il s'agit d'un composé du vieil anglais æppel « pomme » et du vieux scandinave garðr « enclos, clos », d'où le sens global de « pommeraie ». Cette hypothèse est confortée par la localisation de ce lieu dans la zone de diffusion de la toponymie Scandinave. Il remonte probablement au Xe siècle et il est le témoin de l'ancienneté de la culture des pommes en Normandie.

## Politique et administration
| Période                                  | Période          | Identité              | Étiquette | Qualité  |
| ---------------------------------------- | ---------------- | --------------------- | --------- | -------- |
| avant 1988                               | mars 2008        | Francis Talon         | PS        |          |
| mars 2008                                | 26 Décembre 2016 | Jean-François Guérout |           | Retraité |
| mars 2017                                | En cours         | Pascal Démare         |           |          |
| Les données manquantes sont à compléter. |                  |                       |           |          |

## Démographie
L'évolution du nombre d'habitants est connue à travers les recensements de la population effectués dans la commune depuis 1793. Pour les communes de moins de 10 000 habitants, une enquête de recensement portant sur toute la population est réalisée tous les cinq ans, les populations de référence des années intermédiaires étant quant à elles estimées par interpolation ou extrapolation. Pour la commune, le premier recensement exhaustif entrant dans le cadre du nouveau dispositif a été réalisé en 2005.

En 2022, la commune comptait 529 habitants, en évolution de −7,03 % par rapport à 2016 (Eure : −0,25 %, France hors Mayotte : +2,11 %).
| 1793 | 1800 | 1806 | 1821 | 1831 | 1836 | 1841 | 1846 | 1851 |
| ---- | ---- | ---- | ---- | ---- | ---- | ---- | ---- | ---- |
| 703  | 610  | 813  | 760  | 732  | 722  | 738  | 675  | 629  |

| 1856 | 1861 | 1866 | 1872 | 1876 | 1881 | 1886 | 1891 | 1896 |
| ---- | ---- | ---- | ---- | ---- | ---- | ---- | ---- | ---- |
| 559  | 557  | 577  | 552  | 501  | 464  | 408  | 394  | 348  |

| 1901 | 1906 | 1911 | 1921 | 1926 | 1931 | 1936 | 1946 | 1954 |
| ---- | ---- | ---- | ---- | ---- | ---- | ---- | ---- | ---- |
| 321  | 285  | 265  | 221  | 228  | 219  | 214  | 225  | 236  |

| 1962 | 1968 | 1975 | 1982 | 1990 | 1999 | 2005 | 2006 | 2010 |
| ---- | ---- | ---- | ---- | ---- | ---- | ---- | ---- | ---- |
| 255  | 261  | 258  | 340  | 416  | 406  | 410  | 415  | 503  |

| 2015 | 2020 | 2022 | - | - | - | - | - | - |
| ---- | ---- | ---- | - | - | - | - | - | - |
| 569  | 536  | 529  | - | - | - | - | - | - |

## Culture locale et patrimoine

### Lieux et monuments
- église Saint-Riquier

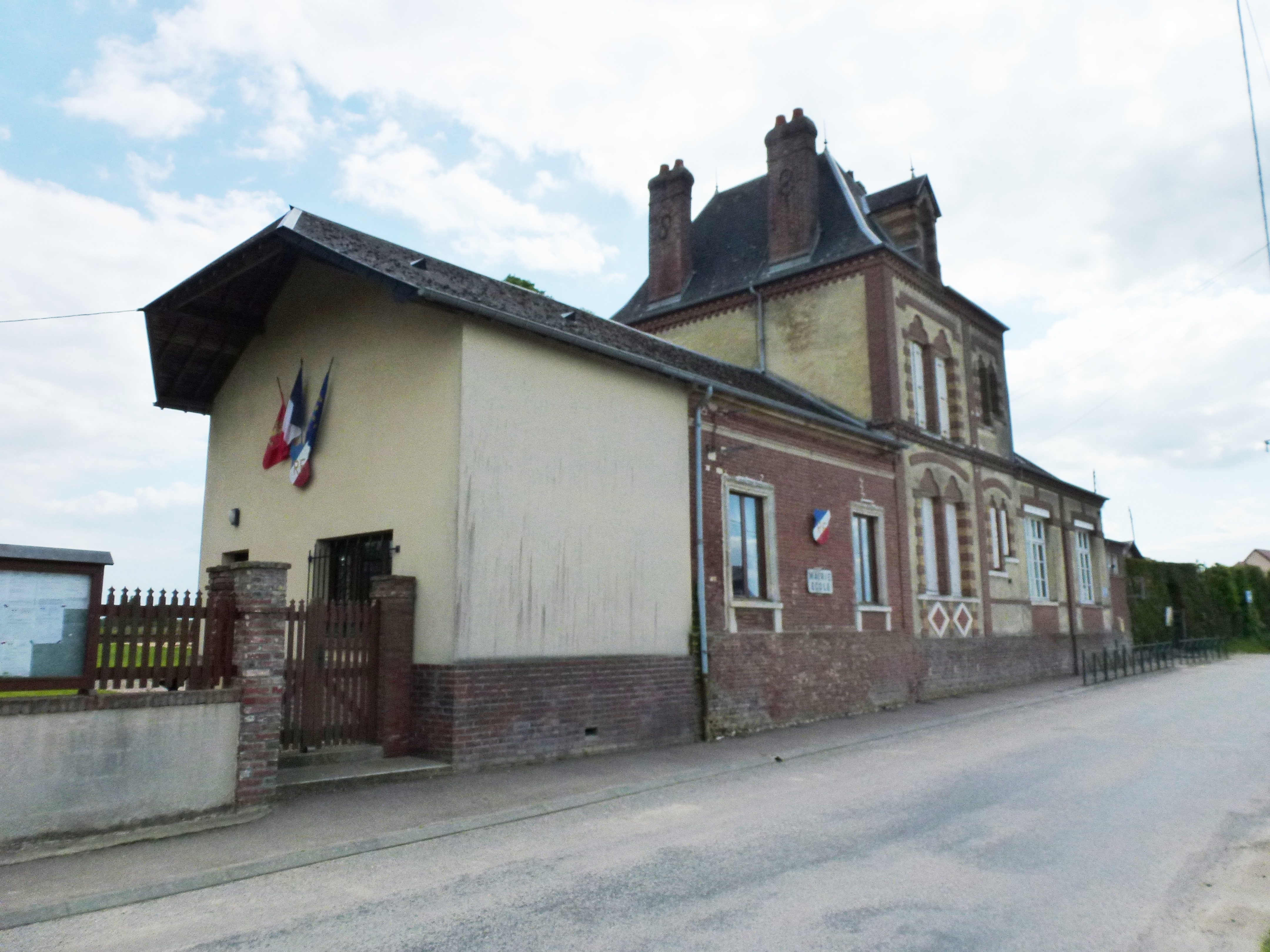
Mairie-école.
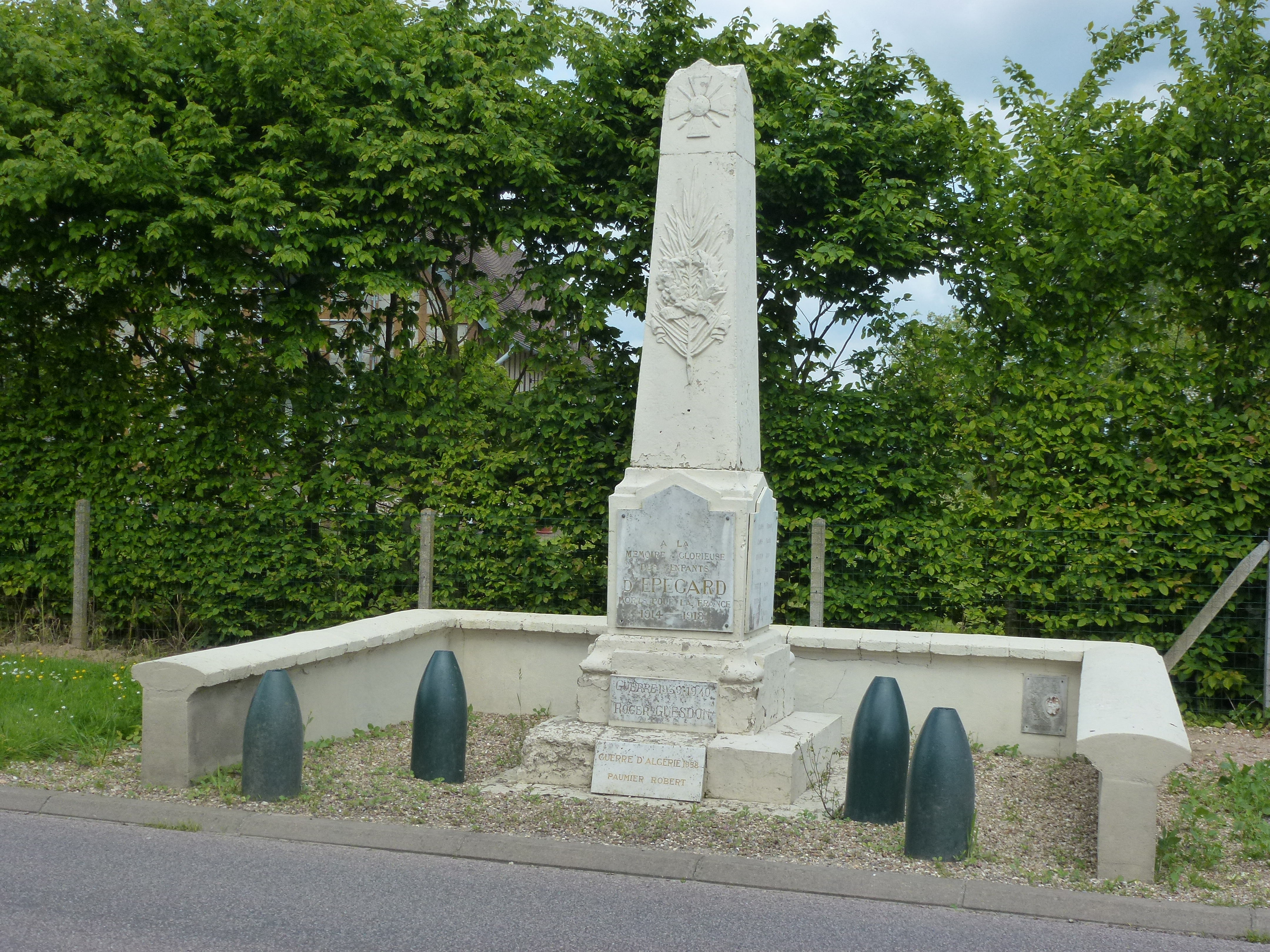
Monument aux morts.
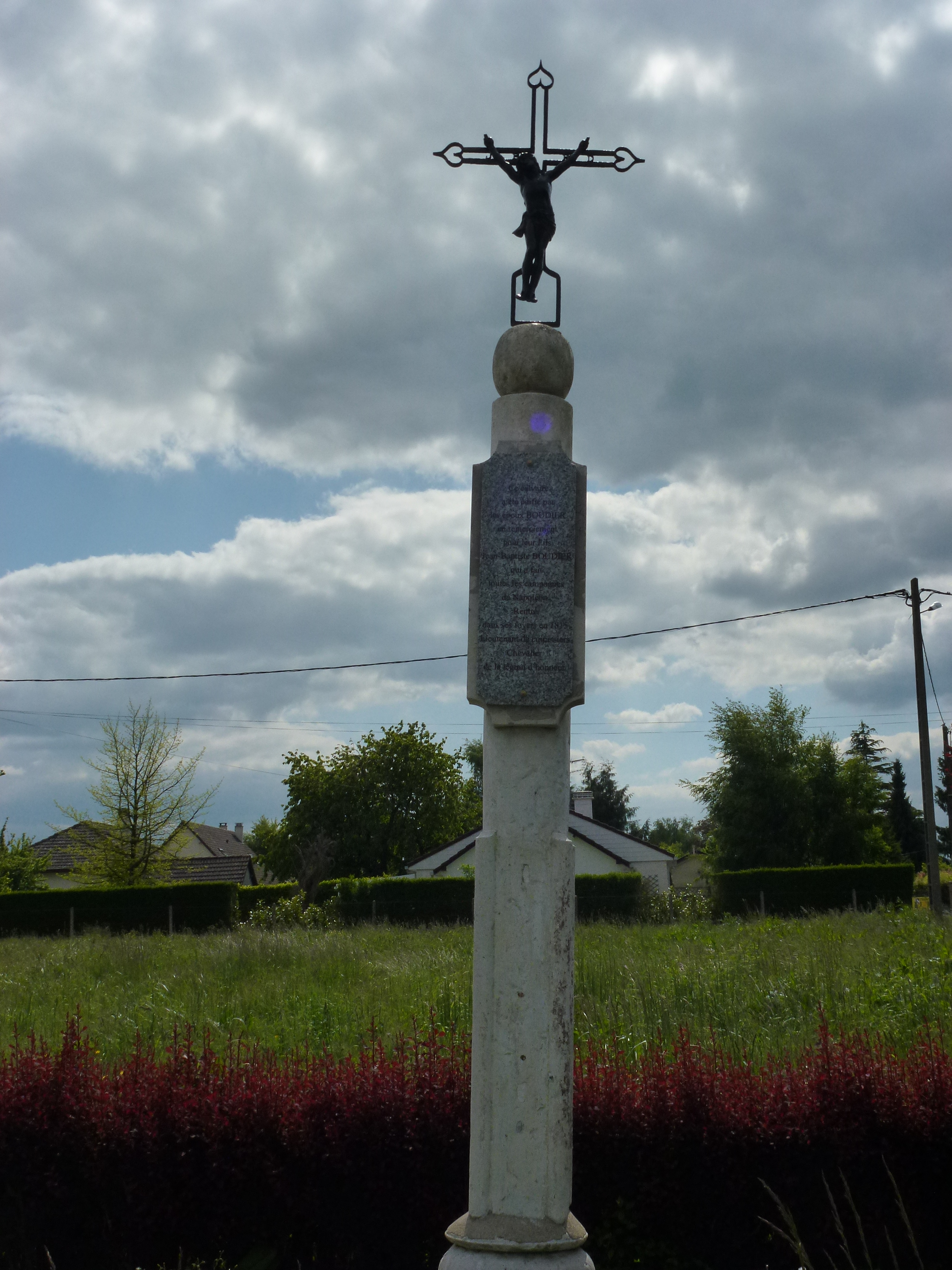
Croix de chemin.

### Patrimoine naturel

#### Site inscrit
- L'if du cimetière,  Site inscrit (1934)[25].